# Elektromobilita

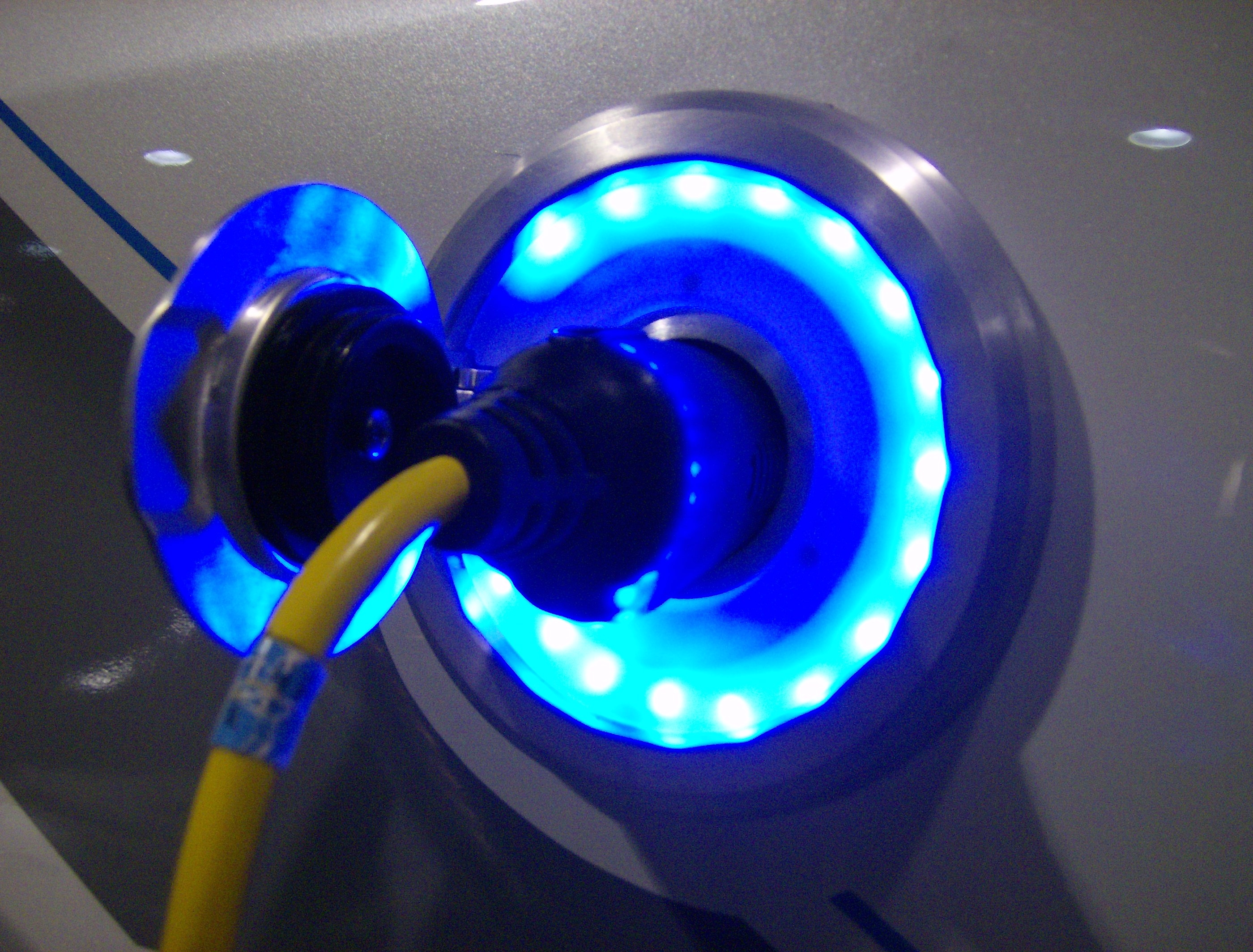
Nabíjení elektromobilu

Elektromobilita je zjednodušeně pohyb (vozidel) pomocí elektrické energie nebo provoz dopravních prostředků s elektrickým pohonem.
Pod tento pojem patří provoz elektrických aut (elektromobilů), elektrokol, elektrických motocyklů a také hromadných dopravních prostředků, jako jsou elektrické vlaky, tramvaje, metro, trolejbusy, elektrické autobusy, elektrické lodě, elektrická letadla.
Částečně pod tento pojem patří i provoz hybridních vozidel, tedy vozidel využívajících více pohonných systémů, pokud alespoň jeden z nich je elektrický. Elektrická energie může být během provozu odebírána ze sítě či ze zásobníku umístěném na vozidle.
Elektromobilita je spolu se obnovitelnou energií součástí dopravní infrastruktury jenž pomáhá zmírnit změny klimatu způsobené vlivem člověka, což je nezbytným předpokladem pro udržitelný rozvoj.

## Závislá a nezávislá trakce
Trakce (=pohon) může být napájená průběžně, např. z trolejí (tramvaje, trolejbusy, vlaky) – jde o závislou trakci, která potřebuje poměrně nákladnou infrastrukturu – trolejové vedení, měnírny atd.
Nezávislá trakce – dopravní prostředek je napojen na síť pouze po dobu nabíjení trakčního (pohonného) akumulátoru (a/nebo superkondenzátoru).

## Hlavní důvody zavádění elektromobility
Hlavním důvodem pro zavádění elektromobility je nulová produkce lokálních emisí a tím snížení lokální ekologické zátěže. Tento fakt má význam především ve městech.
Podíl na globálních emisích a tím i uhlíková stopa (vliv na změnu klimatu) odpovídá spektru napájení elektrické rozvodové sítě, ze které elektricky poháněný dopravní prostředek čerpá energii. Uhlíková stopa může být u elektricky poháněného dopravního prostředku nižší (na člověko-kilometr), ale i vyšší, než u dopravního prostředku se spalovacím motorem.
Další výhodou elektromobility může být zvýšení energetické bezpečnosti (a nezávislosti) území; to je však opět závislé na struktuře napájení elektrické rozvodové sítě.
Elektromobily mají také nižší provozní náklady . Podle českých řidičů elektromobilů mají také nižší poruchovost než auta na spalovací motor. To je dáno tím, že elektromotor má mnohem méně součástek než spalovací motor.
Zavádění elektromobility je z výše zmiňovaných důvodů rovněž podporováno různými nástroji, např. systém bonus-malus, který je zpravidla koncipován jako kombinace daně či poplatku spojené s pořízením či registrací vozidla (malus) méně čistého (konvenčního) a přímé dotace či daňového kreditu (bonus) poskytnutého čistší technologii. Celkově nejvýznamnějšími politickými nástroji z hlediska rozšíření elektrických vozidel jsou daně a podpora budování dobíjecích stanic společně s finančními podporami na nákup elektromobilů. V České republice je zatím podíl elektromobilů nízký (0,27 %), avšak můžeme pozorovat vzrůstající počet nabíjecích stanic, čímž se snižuje problém omezeného dojezdu některých elektromobilů. V současnosti je v ČR podle databáze MPO 131 veřejných stanic, ale celkem je okolo 470 stanic. Celkový počet 470 stanic zahrnuje všechny dobíjecí stanice pro elektromobily, které jsou veřejně přístupné (veřejné dobíjecí stanice) a stanice, které jsou přístupné za určitých podmínek širšímu okruhu uživatelů (např. hotely, restaurace, sportoviště). Nejsou zahrnuty však dobíjecí stanice, které jsou určeny jen pro firemní zaměstnance.
Během českého předsednictví v Radě Evropské unie v roce 2022 byla dojednána konečná podoba balíčku „Fit for 55“, který je součástí širší strategie Evropské unie k dosažení uhlíkové neutrality do roku 2050 známé jako Zelená dohoda pro Evropu. Součástí balíčku je i zákaz prodeje nových osobních automobilů se spalovacími motory po roce 2035. Počítá se s postupným přechodem na elektromobilitu.

## Nevýhody elektromobilů
Nevýhodné jsou vyšší pořizovací náklady. Míra zavádění elektromobilů tak koreluje s HDP země. Nevýhodou je i menší dojezd. Nejvýkonnější elektromobily se v roce 2023 mohou pochlubit dojezdem mezi 500 km - 600 km.
Problém může také působit nedostatečná infrastruktura dobíjecích stanic v různých částech světa. Navíc tato infrastruktura není unifikovaná, jelikož automobilky či energetické společnosti staví stanice podle svých vlastních standardů. Vlastní nabíjecí infrastrukturu má třeba americká automobilka Tesla.
Upozorňuje se též na potřebu zajištění zvýšené výroby elektřiny a posílení rozvodných sítí, pokud počet elektromobilů přestane být zanedbatelný.
Elektromobil potřebuje několikanásobně více minerálů než automobil se spalovacím motorem, což díky nutnosti těžby zasahuje více životní prostředí. Například dobíjecí infrastruktura je závislá na mědi jako vodiči, ale její zásoby jsou patrně nedostatečné. Jedno z největších nalezišť lithia v Evropě se nachází v Srbsku, ale proti plánům na jeho těžbu demonstrovaly statisíce Srbů, kteří se obávají ekologické devastace regionu.
Produkci baterií do elektromobilů ovládá Čína. Podle analýzy České spořitelny ze září 2023, „Hodnotový řetězec výroby baterií dnes ovládá Čína. Ta má přístup ke všem čtyřem hlavním surovinám (lithium, nikl, kobalt, grafit), a to buď přímo, nebo nepřímo prostřednictvím investic do dolů po celém světě. Ve zpracování těchto významných surovin pro výrobu baterií má pak Čína vysoký globální podíl. A podobně i elektrody se vyrábějí převážně v Číně. Podíl Číny na konečné výrobě baterií pak přesahuje tři čtvrtiny celosvětové produkce.“ Očekává se, že do roku 2030 bude 70 % veškeré výroby lithium-iontových baterií probíhat v Číně. Významným producentem niklu je Rusko, které přesunulo část výroby do Číny, aby se tak vyhnulo západním sankcím. Těžba niklu v povrchových dolech je jednou z hlavních příčin kácení tropického deštného lesa v Indonésii, která je největším světovým producentem niklu. Při těžbě kobaltu v  Kongu, které dodává více než dvě třetiny kobaltu na světě, jsou káceny deštné lesy a využívána dětská práce.

## Výměna baterií místo dobíjení
Dlouhou dobu nabíjení elektromobilu lze technicky řešit výměnou celého bloku baterií. Čínská firma NIO zákazníkovi baterii neprodává, ale pronajímá.
Vybitou baterii je možné v servisních bodech vyměnit za plně nabitou. Se systémem BaaS (Battery as a Service) expanduje i do Evropy (stav leden 2021).

## Dezinformace o elektromobilitě
Elektromobilita patří mezi jedno z témat dezinformací. Velmi často se tak lze setkat s informacemi o častých požárech vozidel na baterie či jejich dramaticky sníženému dojezdu v zimních měsících. Tyto informace se v některých případech dříve zakládaly na pravdě jelikož technologie elektromobilů se stále vyvíjí a například v případě dojezdu se technologie stále vylepšuje.
Jak zmiňuje zpráva Hasičského záchranného sboru ČR: „Požáry elektromobilů jsou zatím ojedinělé a každý nový případ je podrobně sledován sdělovacími prostředky.“.
Šířené dezinformace také podle britské Sněmovny lordů brání rychlejšímu rozšiřování elektromobilů na silnicích ve Spojeném království.

## Elektromobily v ČR
V roce 2024 (ke 14. 3. 2024) je na českém trhu provozováno celkem 27 049 elektromobilů . Největší podíl na provozovaných elektromobilech má domácí automobilka Škoda Auto s 5658 vozy. Na druhém místě skončila v počtu registrovaných vozidel americká Tesla. Podíl provozovaných elektromobilů vůči vozidlům na jiná paliva tak byl v Česku na začátku roku 2024 méně než 0,4 %.